# Calceolaria rotundifolia
Calceolaria rotundifolia är en toffelblomsväxtart som beskrevs av Carl Sigismund Kunth. Calceolaria rotundifolia ingår i släktet toffelblommor, och familjen toffelblomsväxter. Inga underarter finns listade i Catalogue of Life.